# Augšdaugavas novads
Augšdaugavas novads (= gemeente Opper-Daugava) is een gemeente in het uiterste zuidoosten van Letland. Het bestuurscentrum is de stad Daugavpils, die zelf echter niet tot de gemeente behoort. 
De gemeente ontstond op 1 juli 2021 als resultaat van een fusie van de gemeenten Daugavpils novads en Ilūkstes novads. Het grondgebied van de gemeente komt overeen met dat van het in 2009 opgeheven district Daugavpils.
Nationale steden (valstspilsētas):

Daugavpils  · Jelgava · Jūrmala · Liepāja · Rēzekne · Riga · Ventspils

Gemeenten (novadi):

Ādažu novads
· Aizkraukles novads
· Alūksnes novads
· Augšdaugavas novads
· Balvu novads
· Bauskas novads
· Cēsu novads
· Dienvidkurzemes novads
· Dobeles novads
· Gulbenes novads
· Jelgavas novads
· Jēkabpils novads
· Krāslavas novads
· Kuldīgas novads
· Ķekavas novads
· Limbažu novads
· Līvānu novads
· Ludzas novads
· Madonas novads
· Mārupes novads
· Ogres novads 
· Olaines novads
· Preiļu novads
· Rēzeknes novads 
· Ropažu novads
· Salaspils novads
· Saldus novads
· Saulkrastu novads
· Siguldas novads
· Smiltenes novads
· Talsu novads
· Tukuma novads
· Valkas novads
· Valmieras novads
· Varakļānu novads
· Ventspils novads 